# بازية
البازية (الاسم العلمي: Accipitridae) هي إحدى الفصائل الأربعة التي تنتمي إلى رتبة الجوارح، أو الجوارح النهارية، وهي تضمّ عدّة أنواع من الجوارح الصغيرة والضخمة ذات الخصائص الجسدية المختلفة باختلاف حميتها الغذائية. تقتات هذه الطيور على طائفة واسعة من الطرائد، التي تتراوح في أحجامها من تلك فائقة الصغر مثل الحشرات، إلى الثدييات متوسطة القد، كما أن هناك عدد من الأنواع التي تقتات على الجيفة بشكل حصري تقريبًا، وقلّة قليلة تقتات على الفاكهة. تنتشر البازيّات في جميع أنحاء العالم، وتوجد على جميع القارات عدا القارة القطبية الجنوبية وبضعة جزر محيطيّة، والسواد الأعظم منها مقيم بصورة دائمة، والأنواع القليلة الأخرى مهاجرة.
تضم هذه الفصيلة عدّة أسر (فُصيلات) طيريّة معروفة، أبرزها: البيزان، والعقبان، والحدآت، والمرزات، ونسور العالم القديم. أما العقاب النسارية فتُصنّف في فصيلة خاصة بها وحدها، وكذلك الحال بالنسبة للكاتب، ونسور العالم الجديد. أظهرت الأبحاث النواتية الخلوية أن البازيات تٌشكل بالفعل مجموعة أحادية العرق مميزة عن غيرها من الجوارح، غير أن الجدال ما زال قائمًا بين العلماء حول ما إذا كان يجب اعتبار هذه المجموعة فصيلة قائمة بذاتها أو تُشكل رتبة أو عدّة رتب من الجوارح المنتمية إلى مجموعة «صقريات الشكل».

## التصنيف العلمي
يُقسم العلماء فصيلة البازيات إلى ما بين 5 و 10 أسر تتشارك معظمها في نفس التشكّل الأحيائي، إلا أن كثيرًا منها يضم أصنوفات تختلف بشكل أو بآخر عن البقية المُدرجة ضمن تلك الأسرة، لكن لمّا يتم وضعها في تصنيف مستقل خاص بها لانعدام الأدلة القاطعة التي تؤكد استقلالها، لذا فإنه من غير المستغرب أن يكون تصنيف البازيّات وفقًا لتصميمها الوراثي موضع جدال كبير بين العلماء.
يُمكن تمييز البازيّات عن غيرها من الجوارح عن طريق التنسيق المميز لصبغياتها، على الرغم من أن سلسلة السيتوكروم باء في الحمض النووي للمتقدرات خاصتها، تقدم للعلماء صورة مبهمة حول العلاقات والصلات بين الأنواع الداخلة ضمن فصيلتها. أظهرت الدراسات الأحيائية الجزيئية أن السُقاوات تُشكل مجموعة متعددة الأعراق داخل البازيّات، أو أنها تُعتبر شبه عرق ذو نسب مختلف عن أنساب العقبان الحقيقية وعقبان البحر، وإنها يُحتمل أن تُشكل مجموعة أخرى مع الحدآت والبيزان والمزرات، على الرغم من عدم توافر الأدلة التي تدعم هذا القول حاليًا. كذلك تبيّن أن حوّامات النحل وأنسباؤها بالإضافة للحدآت بيضاء الذيل ونسور العالم القديم لها أنساب أكثر قدمًا من باقي البازيّات، وأن تلك الأخيرة - نسور العالم القديم - هي بدورها شبه عرق أو مجموعة متعددة الأعراق، حيث أن بعض الأنواع، مثل النسر كاسر العظام والرخمة، تتميز في شكلها بوضوح عن باقي النسور عارية العنق، أو «النسور الحقيقية».

## المورفولوجيا

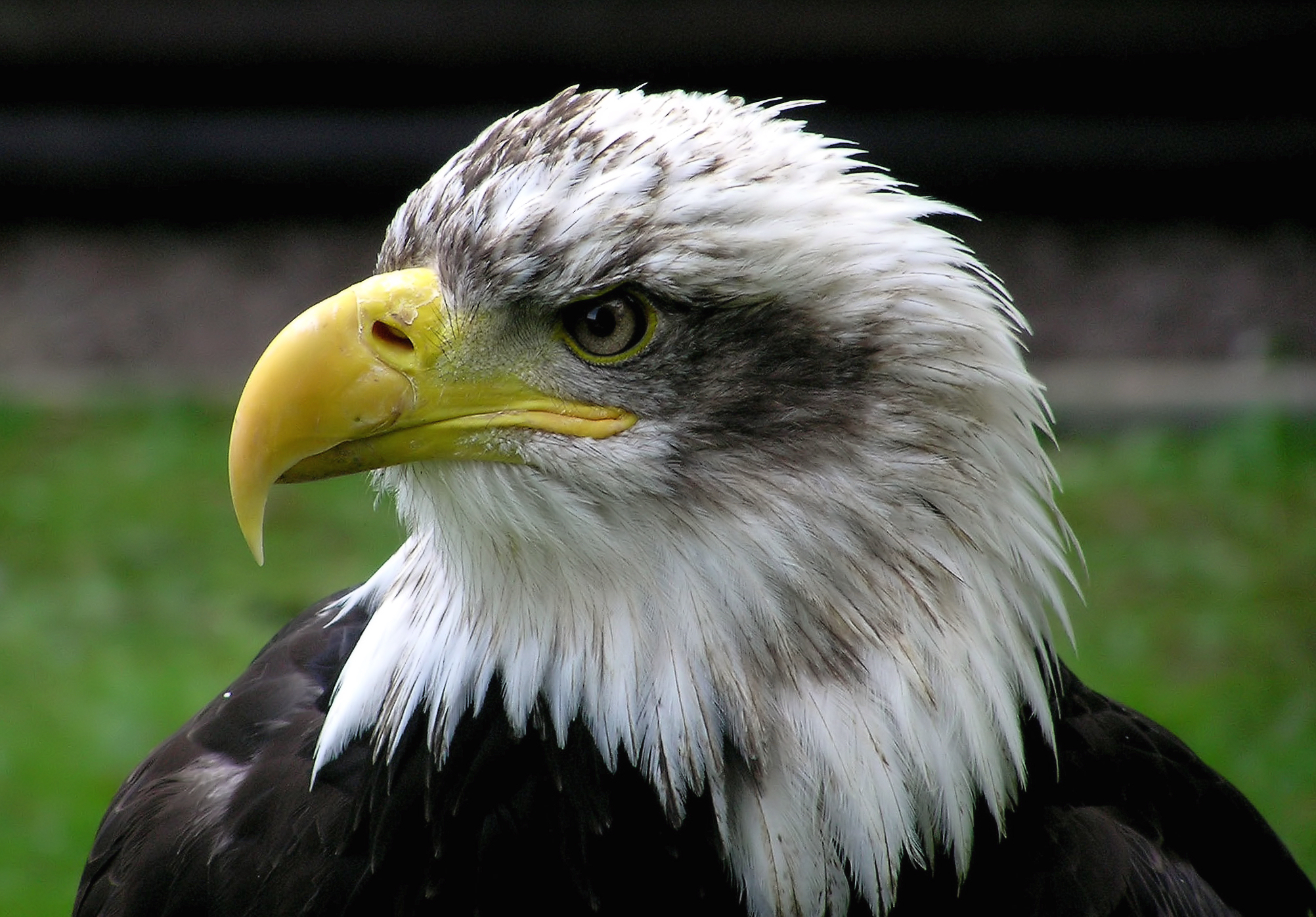
صورة لوجه عقاب رخماء يظهر فيها منقارها المعقوف الثخين، والقير الذي يُشكل أصل المنقار.

تُعدّ فصيلة البازيّات من أكثر فصائل الطيور تنوعًا وتشكيلاً، إذ أن الأنواع المنتمية إليها تختلف في أحجامها وهيئاتها بشكل كبير، فمن أصغرها الحدأة اللؤلؤية والباشق الصغير التي تصل في حجمها إلى 23 سنتيمترًا (9 إنشات) وفي وزنها إلى 85 غرامًا (3 أونصات)، ومن أكبرها النسر الأسود الأوروبي أو النسر الراهب الذي يصل في طوله إلى 120 سنتيمترًا (47 إنشات)، وفي وزنه إلى 14 كيلوغرامًا (31 رطلاً). وفي السابق كان هناك بعض الأنواع التي تفوق هذا الأخير حجمًا ووزنًا، ولعلّ أبرزها هو عقاب هاآست الذي استمر يحيا في نيوزيلندا حتى القرن الرابع عشر، وقُدّر طوله بحوالي 140 سنتيمترًا (55 إنشًا)، ووصلت زنته إلى ما يُقارب 15 كيلوغرامًا (33 رطلاً). تُظهر معظم البازيّات تفاوتًا جنسيًا في حجمها، حيث أن الإناث غالبًا ما تكون أكبر حجمًا من الذكور، ويظهر هذا التفاوت بشكل خاص عند البيزان صائدة الطيور، حيث تفوق الإناث الذكور بما تتراوح نسبته بين 25 و 50%، أما عند الأنواع التي تشمل حميتها طرائد أكثر تنوعًا، وتلك المتخصصة بصيد القوارض والزواحف والأسماك والحشرات، فإن تفاوتها الجنسي أقل وضوحًا للعين، حيث تتراوح نسبته بين 5% إلى 25% فقط. أما عند نسور العالم القديمة القمّامة وحدآت الحلزون، فإن التفاوت الجنسي معدوم تقريبًا، سواء في الحجم أو في الهيئة الخارجية.
تمتلك البازيّات مناقيرًا قوية معقوفة، وهي عند بعض الأنواع شديدة الانعقاف كما في حالة الحدأة خطافيّة المنقار وحدأة الحلزون، وفي بعض الأنواع يمكن ملاحظة وجود ثلمة أو «سن» على الفك السفلي، أما العلوي فهو مغطى عند جميع الأنواع بغشاء لحميّ يُسمّى «القير»، وغالبًا ما يكون أصفر اللون. يختلف شكل الرسغ عند الأنواع المختلفة من البازيّات باختلاف حميتها الغذائية، فتلك صائدة الطيور مثل البواشق لها أرساغ طويلة ونحيلة، بينما يُلاحظ أن الأنواع صائدة الثدييات تكون أرساغها غليظة فائقة القوة، وتلك صائدة الأفاعي تكون أرساغها مغطاة بحراشف سميكة لتحميها من اللدغ.
تتمتع بعض البازيّات بريش بهيّ ممتع للنظر، لكنه نادرًا ما يكون زاهي اللون؛ فمعظم الأنواع ذات ضروب من الرمادي والأصفر الضارب للبرتقالي والبني، ولا يظهر لديها أي لون فاقع من شاكلة الأحمر أو القرمزي أو الوردي أو الأخضر وما شابه ذلك. تميل معظم البازيّات إلى أن تكون أبهت لونًا على قسمها السفلي، الأمر الذي يجعلها تبدو أقل وضوحًا للعيان الناظرة إليها من الأسفل. يندر التفاوت الجنسي بين البازيّات من حيث لونها، وهو إن وُجد فحينها تكون الذكور أبهت لونًا من الإناث، أو تماثل تلك الأخيرة لون فراخها اليافعة. تلجأ بعض الأنواع إلى محاكاة الأنماط الريشيّة الخاصة بأنواع أخرى من البيزان والعقبان، والسبب في ذلك يكون إما لخداع الطرائد لجعلها تعتقد أن مهاجمها هو من نوع أقل خطورة، أو لخداع مفترستها بجعلها تعتقد أنها من نوع أشد خطورة وقوة. العديد من البازيّات تمتلك أعرافًا تستخدمها في التواصل مع بعضها البعض عبر الإشارة بها، وبعضها يستخدم ذات الطريقة للتواصل على الرغم من أنه عديم العرف، فيقوم بنفش ريش هامته عندما يشعر بدنوّ خطر ما. تعتبر نسور العالم القديم مجموعة مميزة عن غيرها من البازيّات، إذ أن أغلب أنواعها عديم الريش على العنق، ويُعتقد أن السبب الكامن وراء ذلك هو لمنع تدنبس الريش عندما يُقحم الطائر نفسه داخل إحدى الجيف الملوثة بالدماء والبكتيريا، وأيضًا لتعديل حرارة جسدها، بما أن معظمها يقطن أشد الأقاليم حرًا على وجه الأرض.
البازيّات كائنات ذات حواس حادة متأقلمة لتساعدها على الصيد أو التقميم، وهي تشتهر بحاسة بصرها بشكل رئيسي، التي تفوق عند بعض الأنواع حدّة نظر البشر بثمانية أضعاف. يرجع سبب حدّة نظر هذه الطيور إلى امتلاكها عينان كبيرتان ذات نقرتان مركزيتان، وقدرتها على الرؤية بشكل دائري مجهري، مما يسمح لها بالتركيز على الأهداف البعيدة وملاحقتها بدقة. أضف إلى ذلك أنها تتمتع بأكبر ممشط بين جميع فصائل الطيور، وعيناها أنبوبيتا الشكل لا يمكن تحريكهما كثيرًا في محجريهما. بالإضافة لحاسة النظر الممتازة، فإن عدّة أنواع تتمتع بحاسة سمع فائقة، لكنها على الرغم من ذلك تبقى تعمتد على بصرها بشكل يفوق اعتمادها على سمعها، فالسمع يفيدها في تحديد موقع الطريدة بين الأعشاب الكثيفة، لكن البصر هو ما تعتمد عليه للإمساك بها. تعتبر حاسة الشم ضعيفة للغاية عند البازيّات، مثلها في ذلك مثل باقي فصائل الطيور، وحتى نسور العالم القديم، التي تقتات على الجيف ذات الروائح العفنة القوية، لا تعتمد كثيرًا على حاسة شمها، على العكس من نسور العالم الجديد.

## الحمية والاقتيات

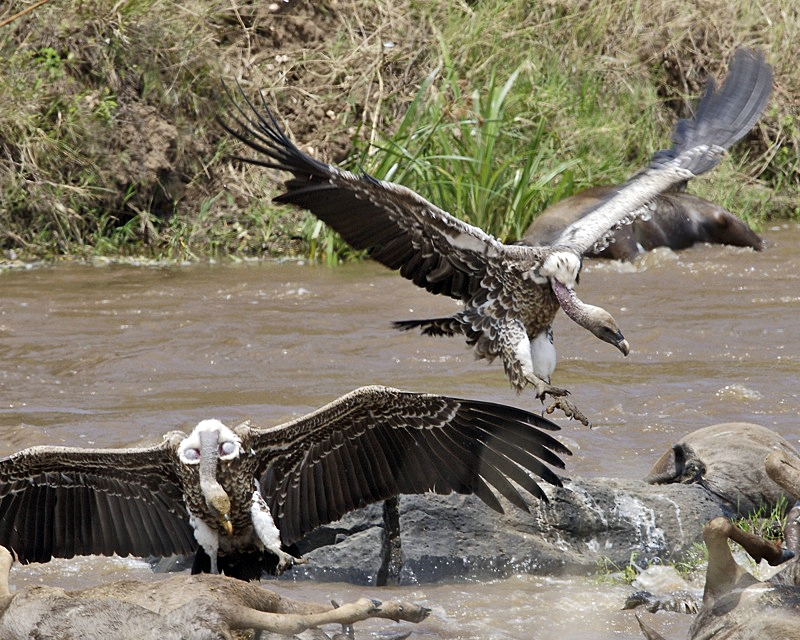
نسر الفتخاء روپل، أحد أنواع نسور العالم القديم المختصة بالاقتيات على الجيفة.

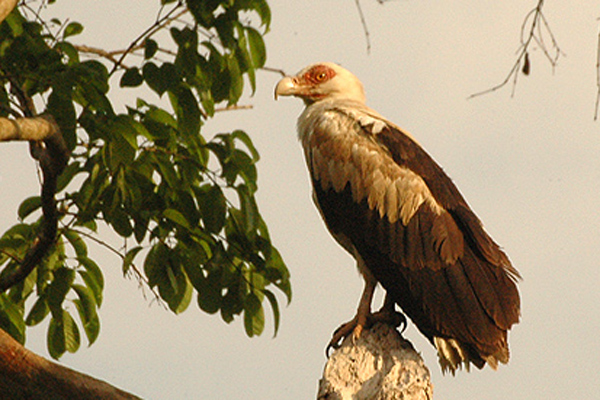
نسر جوز النخيل, أحد أنواع البازيّات المميزة، والذي يقتات على الفاكهة بشكل كلّي تقريبًا. تستهلك هذه الطيور الأسماك بين الحين والآخر، وبشكل خاص الأسماك النافقة.

البازيّات طيور مفترسة بشكل رئيسي، وهي ضوار انتهازية، تُقدم أغلبية الأنواع منها على الفتك بأي حيوان قادرة عليه، غير أن نسبة كبيرة منها تظهر تفضيلاً لنوع معين من الطرائد، فالمزرات والسُقاوات على سبيل المثال تُفضل صيد الثدييات الصغيرة مثل القوارض، والبيزان والبواشق تميل إلى صيد الطيور أكثر من غيرها. تقوم معظم البازيّات بالاقتيات على الجيفة كما اللحم الطازج، إلا أنها لا تعتبر مختصة في ذلك كما النسور، وبعض الأنواع القليلة تقتات على مصادر غذائية غير پروتينية، مثل الفاكهة، في بعض الأحيان، وفي حالة نوع واحد، وهو نسر النخل، فإن الفاكهة تُشكّل القسم الأكبر من حميته الغذائية. تتجنب هذه الطيور استهلاك النباتات الخضراء، واثنا عشر نوعًا منها يقتات بشكل حصري على الحشرات، و 44 نوعًا آخر تشملها قائمة غذائه. تقتات حوّامات النحل على الحشرات الاجتماعية البالغة واليافعة من شاكلة النحل والزنابير، بالإضافة إلى عسلها والأقراص المحفوظة فيه، وتختص حدآت الحلزون والحدآت خطّافية المنقار بالاقتيات على الحلازين. أما الطرائد الأكبر قدًا، فصيدها من اختصاص «العقبان»، وهي أكبر أنواع البازيّات وأقواها، وتقدر على الفتك بثدييات متوسطة الحجم وأنواع عديدة من الطيور الضخمة. من العقبان ثلاث فصائل تفضل الاقتيات على الأسماك دون غيرها من الطرائد، وهذه الفصائل هي: عقبان البحر، والعقبان السمّاكة، والعقاب النسارية، كذلك هناك البيزان الوقواقية وبيزان الغابات، التي تصطاد الزواحف من على الأشجار والأرض على حد سواء، وعقبان الأفاعي التي تتميز بمقدرتها على قتل الأفاعي والثعابين وأكلها.

## الأجناس

### الأجناس الباقية

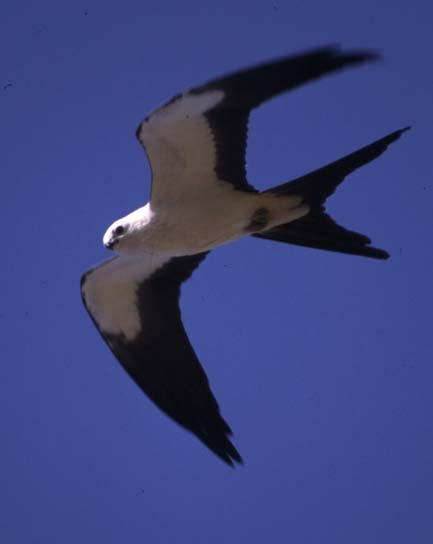
الحدأة الأمريكية سنونوية الذيل.

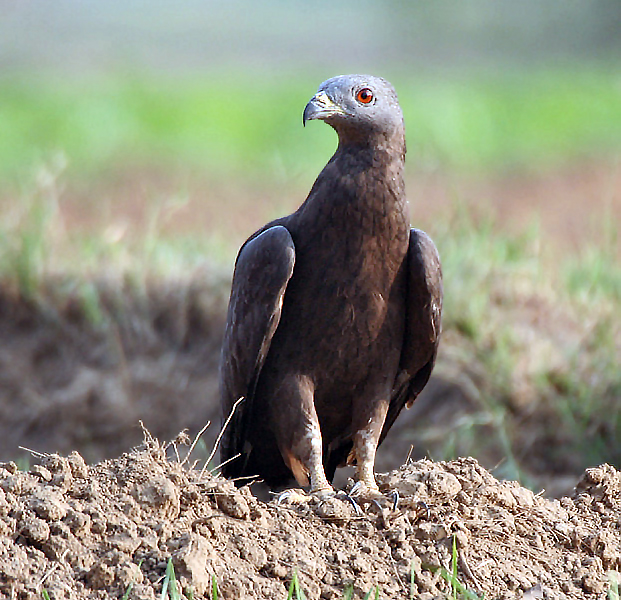
حوّام النحل الشرقي.

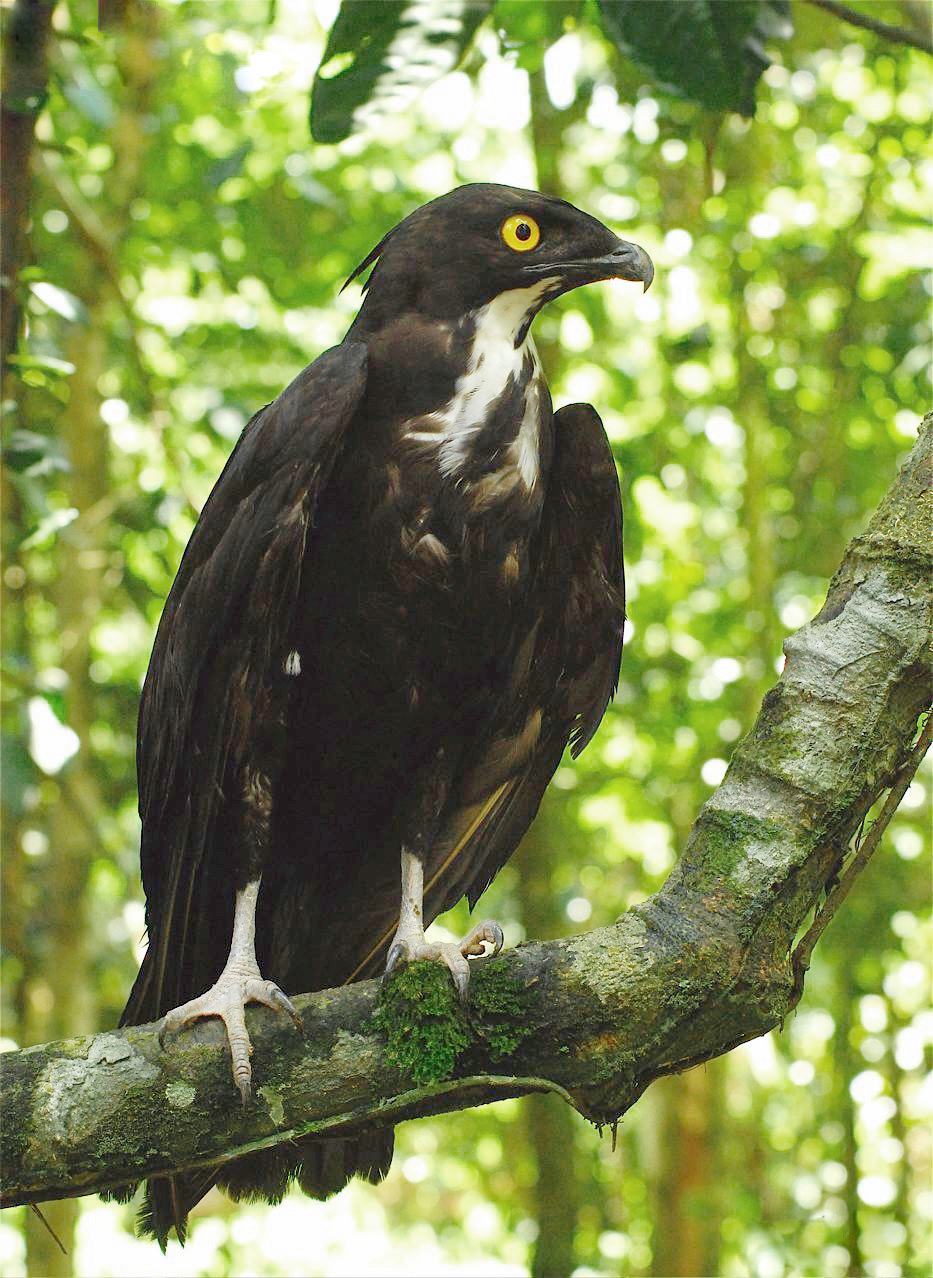
باز الخفافيش.

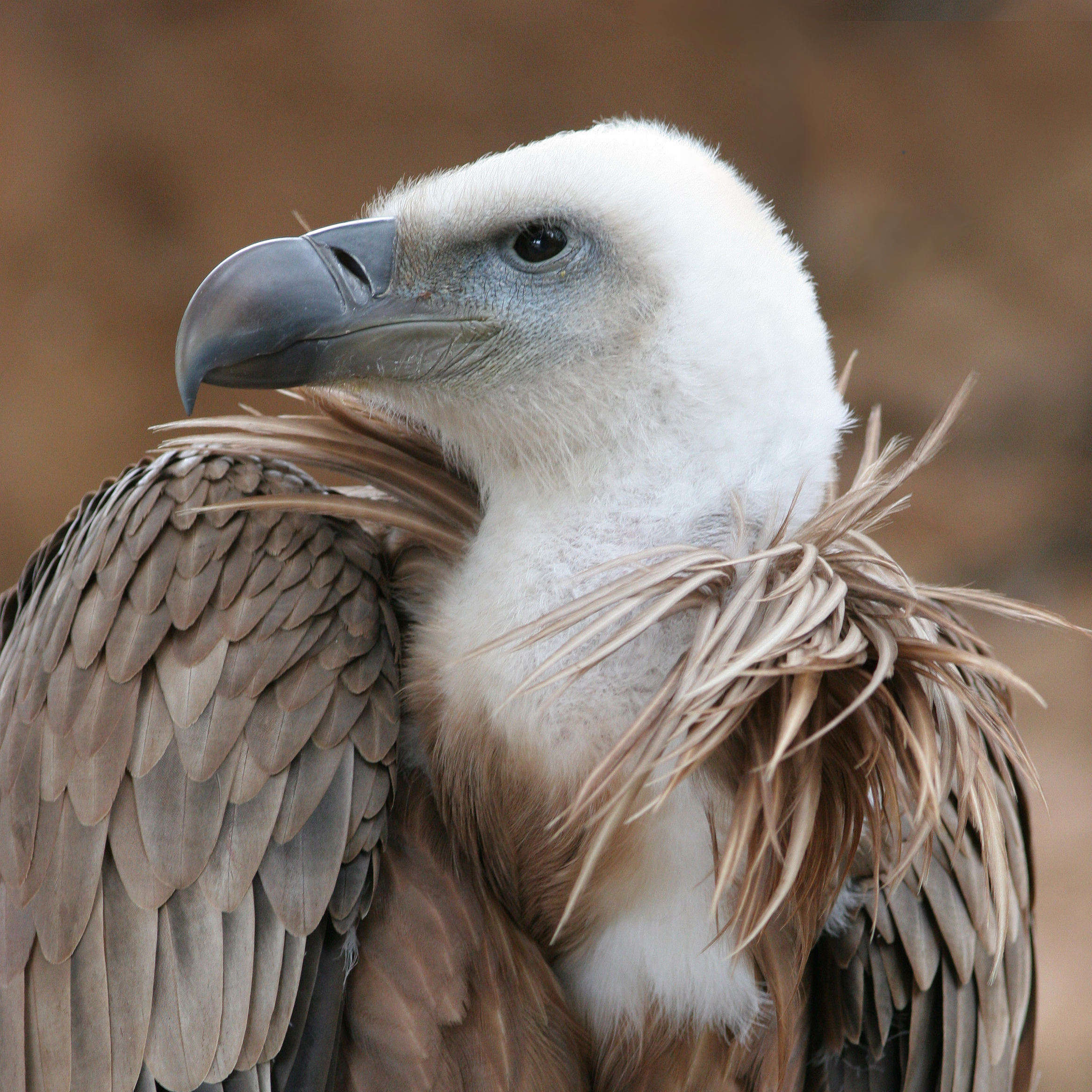
نسر الفتخاء الأوراسي.

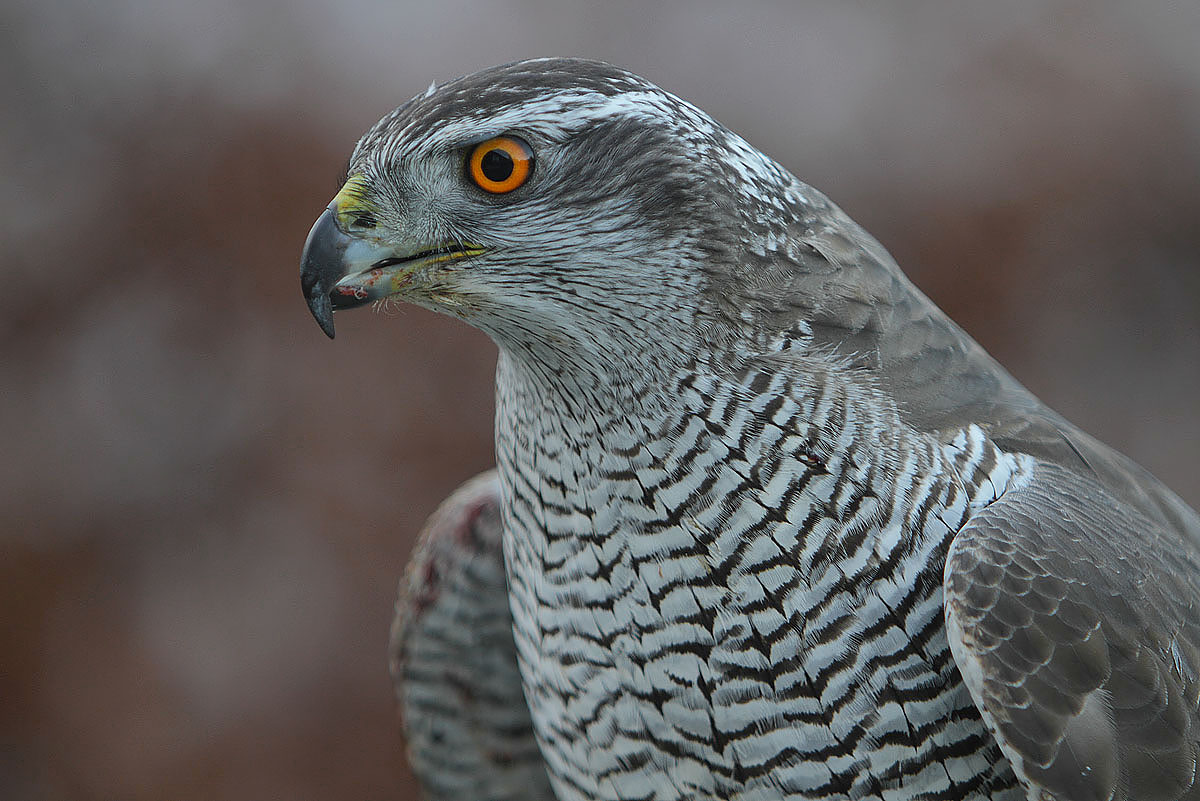
الباز الشمالي.

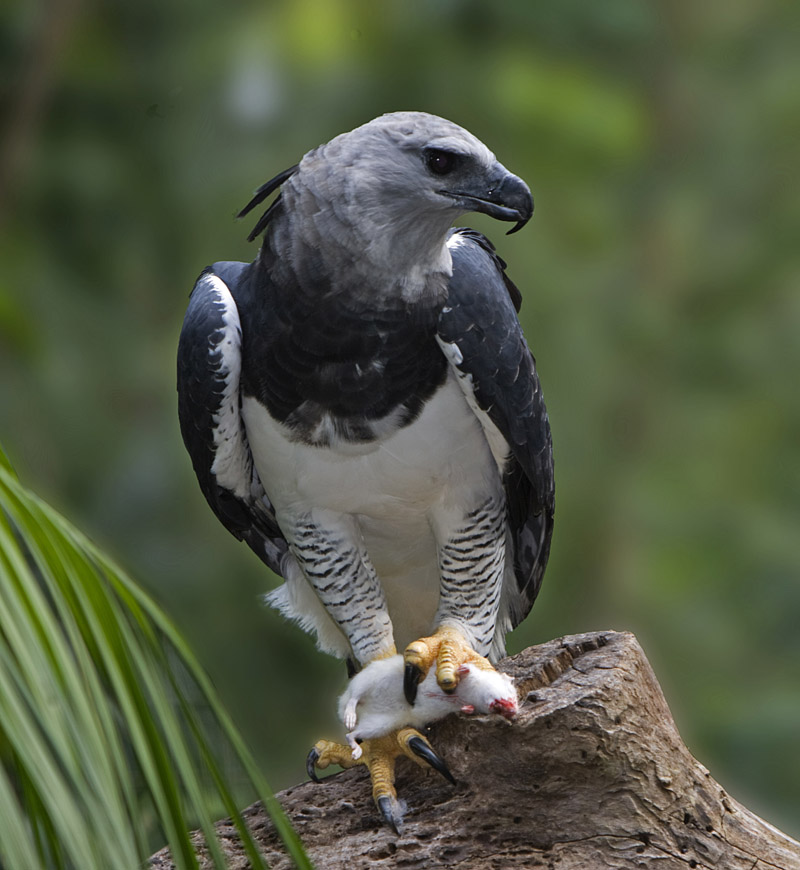
عقاب خطاف.

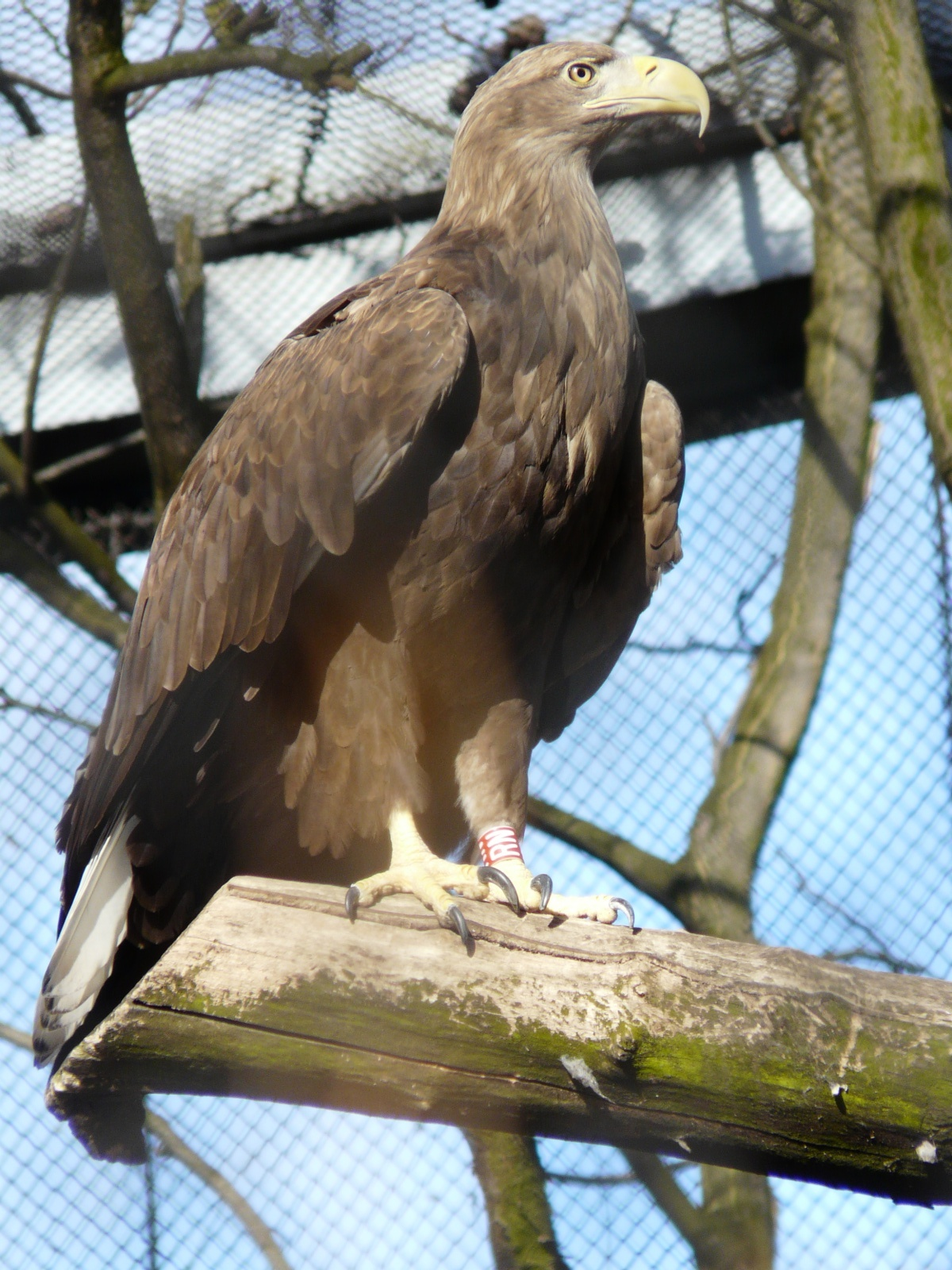
عقاب البحر بيضاء الذيل.

- أسرة الحدآت بيضاء الذيل - Elaninae - (ثمانية أنواع)
  - جنس الحدآت سوداء الجناح  Elanus 
  - جنس الحدأة الأفريقية سنونوية الذيل Chelictinia
  - جنس الحدأة اللؤلؤية Gampsonyx
  - جنس الحدأة سنونوية الذيل Elanoides
- أسرة حوّامات النحل - Perninae - (قرابة 14 نوعًا)
  - جنس البيزان الوقواقية Aviceda
  - جنس حوّامات النحل الاستوائية Henicopernis
  - جنس حوّامات نحل العالم القديم Pernis
  - جنس حوّامات نحل العالم الجديد Leptodon
  - جنس الحدآت خطّافية المنقار Chondrohierax
  - جنس باز الخفافيش Machaerhamphus (يًحتمل أنها مصنفة خطأ[16])
- أسرة نسور العالم القديم - Aegypiinae
  - جنس النسر أحمر الرأس Sarcogyps
  - جنس النسر الراهب Aegypius
  - جنس النسر الأجعد Torgos
  - جنس النسر الأبيض Trigonoceps
  - جنس نسور الفتخاء Gyps
  - جنس النسر المقلنس Necrosyrtes
- أسرة النسوريات[16] Gypaetinae
  - جنس الرخمة Neophron
  - جنس نسر النخل Gypohierax
  - جنس كاسر العظام Gypaetus
  - جنس عقاب الثعابين المدغشقرية[16] Eutriorchis
- أسرة السُقاويات Buteoninae - السقاوات، العقبان الحقيقية وعقبان البحر (قرابة 100 نوع باق، يُحتمل أن تكون متعددة الأعراق أو تُشكل شبه عرق)
  - جنس العقبان الكركيّة Geranoaetus
  - جنس السقاوات الحقيقية Buteo (يُحتمل أن تُشكل شبه عرق)
  - جنس السقاوات المُقرّبة Parabuteo
  - جنس السقاوات الدجاجية Buteogallus (يُحتمل أن تُشكل شبه عرق)
  - جنس الباز أسود الطوق Busarellus
  - جنس البيزان البيضاء Leucopternis (يُحتمل أن تُشكل شبه عرق)
  - جنس حميمق العظايات Kaupifalco
  - جنس السقاوات قصيرة الجناح Butastur
  - جنس العقبان المنزوية Harpyhaliaetus
  - جنس البيزان الكركوية Geranospiza
- أسرة العقابيات [16] Aquilinae
  - جنس العقبان البازية النمطية Spizaetus
  - جنس العقبان البازية الآسيوية Nisaetus
  - جنس العقاب العرفاء Lophaetus
  - جنس العقبان المتوجه Stephanoaetus
  - جنس العقاب المحاربة Polemaetus
  - جنس العقبان البازية الحقيقية "Hieraaetus"
  - جنس العقبان الحقيقة Aquila (تُشكل شبه عرق)
  - جنس العقاب السوداء Ictinaetus
- أسرة المرزات - Circinae (حوالي 16 نوعًا باقيًا)
  - جنس المرزات Circus
- أسرة الهارات - Polyboroidinae
  - جنس بيزان المزرة [16] Polyboroides
- أسرة الحدآت - Milvinae (حوالي 14 نوعًا)
  - جنس الحدآت الخطافيّة Harpagus
  - جنس الحدآت الصغيرة Ictinia
  - جنس حدأة الحلزون Rostrhamus
  - جنس الحدأة نحيلة المنقار Helicolestes
  - جنس الحدآت الصافرة Haliastur
  - جنس الحدآويات Milvus
  - جنس الحدأة مربعة الذيل Lophoictinia
  - جنس السقاوة سوداء الصدر Hamirostra
- أسرة البيزان - Accipitrinae - البيزان، البواشق، وأنسباؤها (قرابة 55 نوعًا باقيًا)
  - جنس البيزان Accipiter
  - جنس الباز طويل الذيل Urotriorchis
  - جنس العقبان الخمرية Erythrotriorchis
  - جنس باز دوريا Megatriorchis
- أسرة عقبان الحيّات - Circaetinae (حوالي 12 نوعًا)
  - جنس البهلون Terathopius
  - جنس عقبان الحيّات Circaetus
  - جنس Spilornis
  - جنس العقبان آكلة السعادين[16] Pithecophaga
- أسرة العقبان البحرية[16] Haliaeetinae
  - جنس عقبان البحر Haliaeetus
  - جنس العقبان السمّاكة Ichthyophaga
- أسرة العقبان الخطّافة[16] Harpiinae
  - جنس العقاب العرفاء Morphnus
  - جنس العقاب الخطّافة Harpia
  - جنس العقبان الراصدة Harpyopsis
- أسرة البيزان الداكنة[16] Melieraxinae
  - جنس البيزان الداكنة Melierax أو Micronisus

### الأجناس المنقرضة
عُثر على مستحاثات تعود لطيور تنتمي لفصيلة البازيّات في مناطق مختلفة من العالم، وقد تبيّن أن أقدمها يعود للعصر الإيوسيني (منذ حوالي 50 مليون سنة)، وأن الأجناس الحالية الباقية ظهرت على وجه الأرض في أوائل العصر الضحوي، أو منذ ما يُقارب 30 مليون سنة. أما الأجناس التي كُشف عنها النقاب فتشمل:

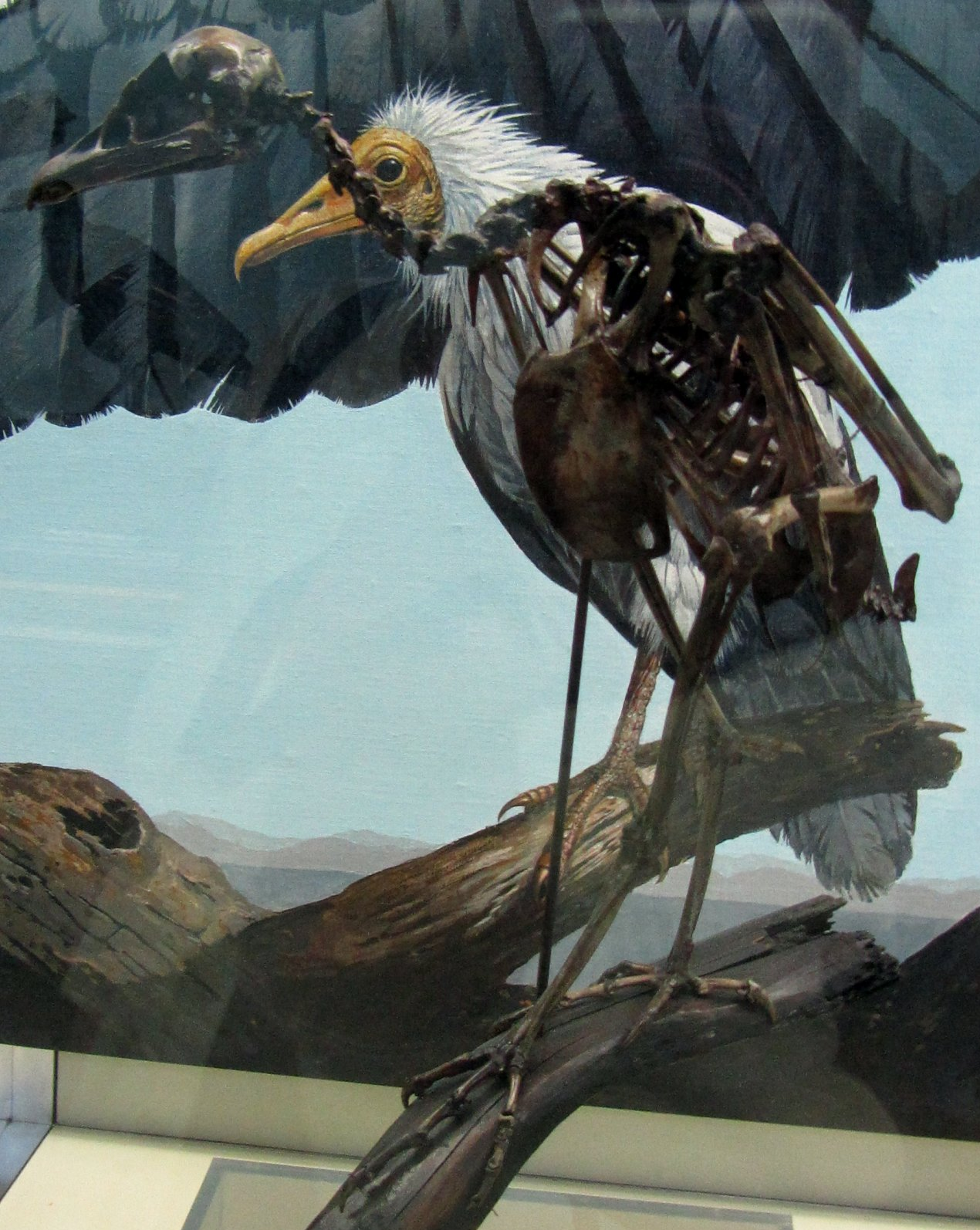
أحفور للنسر المنقرض Neophrontops americanus.

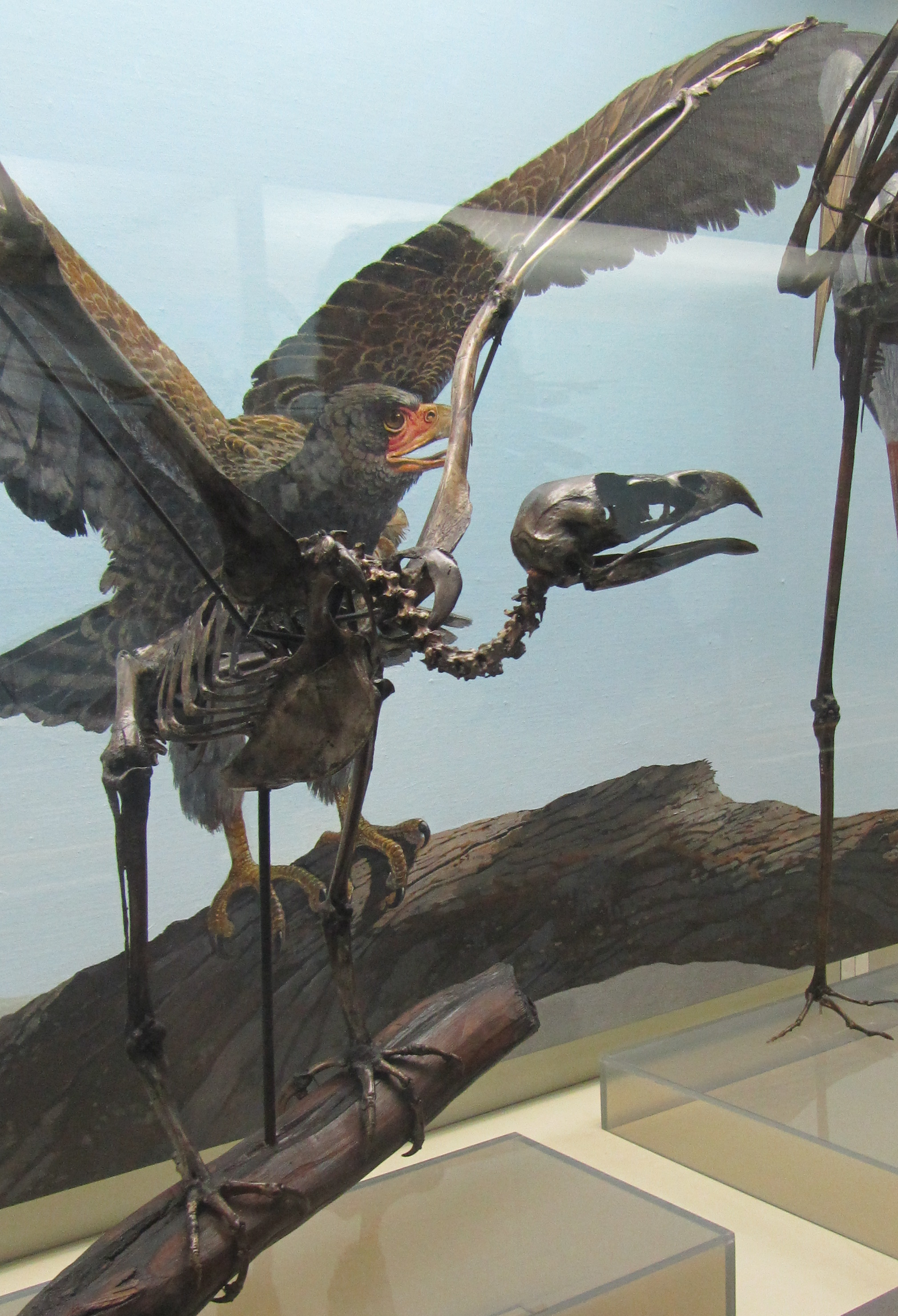
أحفور للعقاب المنقرض Neogyps errans، من جنس الفتخاء الجديدة.

- Milvoides (من أواخر العصر الإيوسيني في إنگلترا)
- Aquilavus (أواخر الإيوسيني/أوائل الضحوي - في فرنسا)
- Palaeocircus (أواخر الإيوسيني/أوائل الضحوي في فرنسا)
- Palaeastur (في طبقات العقيق الأحفورية العائدة للعصر الثلثي الأوسطفي مقاطعة السو، الولايات المتحدة)
- الكاسر الطيّع Pengana (أوائل العصر الثلثي الأوسط في ريڤرسليغ، أستراليا)
- Promilio (في طبقات العقيق الأحفورية العائدة للعصر الثلثي الأوسطفي مقاطعة السو، الولايات المتحدة)
- Proictinia (أوائل - أواخر العصر الثلثي الأوسط/أوائل العصر الحديث القريب في وسط وجنوب شرق الولايات المتحدة)
- Neophrontops (أوائل/أواسط العصر الثلثي الأوسط - أواخر العصر الحديث الأقرب)
- Mioaegypius (أواسط العصر الثلثي الأوسط في مقاطعة سيهونغ، الصين)
- Apatosagittarius (أواسط العصر الثلثي الأوسط في نبراسكا، الولايات المتحدة)
- Gansugyps (أواخر العصر الثلثي الأوسط في مقاطعة لوشو بالصين)
- Palaeoborus (العصر الثلثي الأوسط)
- Qiluornis (العصر الثلثي الأوسط في شاندونغ، الصين)
- Thegornis (العصر الثلثي الأوسط في الأرجنتين)
- Garganoaetus (أوائل العصر الحديث القريب في شبه جزيرة گارگانو، إيطاليا)
- Amplibuteo (أواخر العصر الحديث القريب في البيرو - أواخر العصر الحديث الأقرب في جنوب أمريكا الشمالية وكوبا)
- الفتخاء الجديدة Neogyps
- 'Palaeohierax - تضم "Aquila" gervaisii
- عقاب داغت Wetmoregyps أواخر العصر الحديث القريب في جنوب غرب أمريكا الشمالية؟

ظهرت البازيّات على وجه الأرض في أوائل العصر الإيوسيني بحسب ما تفيد سجلات المستحاثات، أي منذ حوالي 50 مليون سنة تقريبًا، غير أن هذه الأحافير التي تم العثور عليها حالتها ردئية جدًا لدرجة لا تسمح للعلماء بتحديد صلتها بالأنواع الحالية الباقية، فالأبحاث والدراسات الجزيئية لا تساعد في كشف المسار التطوري لهذه الطيور، بما أن عظامها مفتتة لدرجة كبيرة، وحجمها بالغ الصغر في كثير من الأحيان. ما يتفق عليه العلماء أن هذه الفصيلة ظهرت على الأرجح على إحدى جانبيّ المحيط الأطلسي، الذي كان عرضه في ذلك الوقت يتراوح بين 60 و 80% من عرضه الحالي، وأنه منذ 25 مليون سنة، كانت هذه الطيور قد انتشرت في جميع أنحاء العالم، ويُحتمل أنها قطنت القارة القطبية الجنوبية حتى. من أشهر العينات المتحجرة التي عُثر عليها:
- Accipitridae gen. et sp. indet. (أوائل العصر الإيوسيني في مقاطعة هورفانو، الولايات المتحدة)[17]
- Accipitridae gen. et sp. indet. (أوائل العصر الضحوي في هوغبوتسل، بلجيكا)[18]
- Accipitridae gen. et sp. indet

. (أوائل/أواسط العصر الثلثي الأوسط في أوتاغو، نيوزيلندا)
- Accipitridae gen. et sp. indet. MPEF-PV-2523 (أواخر العصر الثلثي الأوسط في إستانسيا لا پاتوسا، الأرجنتين)
- "Aquila" danana (أواخر العصر الثلثي الأوسط/أوائل العصر الحديث القريب في لوپ فورك، الولايات المتحدة)
- Accipitridae gen. et sp. indet. (أوائل/أواسط العصر الحديث القريب في مقاطعة كيرن، الولايات المتحدة) - Parabuteo؟[20]
- Accipitridae gen. et sp. indet. (أواخر العصر الحديث القريب/أوائل العصر الحديث الأقرب في جزر يابسة، البحر المتوسط) - Buteo؟[21]
- Accipitridae gen. et sp. indet. (مصر)

كانت إحدى العينات التي عُثر عليها، واحتُفظ بها في المتحف الأمريكي للتاريخ الطبيعي، وهي العينة رقم FR 2941، وتعود لأواخر العصر الإيوسيني، كان يُعتقد بأنها تعود لسُقاوة متوسطة الحجم، لكن الآن يُعتقد بأنها تعود لطائر من فصيلة الكركيات. كذلك كان يُعتقد بأن جنس «اللامعيّات» (باللاتينية: Cruschedula)، من العصر الضحوي ينتمي إلى فصيلة البطريقيات، إلا أن بعض الدراسات التي أجريت في سنة 1943، أظهرت أن التصنيف الصحيح لهذا الجنس هو في فصيلة البازيات.